# 2 Mental
2 Mental var en svensk musikgrupp bestående av Daniel Järnum och André Sundberg (senare ersatt av Richard Svensson). Gruppen var verksam i slutet av 1990-talet och början av 2000-talet. De gav ut musik på Fluid Records.

## Diskografi
Studioalbum
- 1998 – Generation Love

Remixer
- 1999 – Everybody
- 2000 – Travel Away

Samlingsalbum
- 1999 – Beyond
- 1999 – NRJ Extravadance 2
- 1999 – NRJ Extravadance 3